# Viala-du-Tarn
Viala-du-Tarn település Franciaországban, Aveyron megyében. Lakosainak száma 527 fő (2022. január 1.). Viala-du-Tarn Ayssènes, Montjaux, Saint-Rome-de-Tarn, Saint-Victor-et-Melvieu és Salles-Curan községekkel határos.

## Népesség
A település népessége az elmúlt években az alábbi módon változott:
| Lakosok száma | 671  | 539  | 533  | 538  | 442  | 453  | 504  | 529  | 528  | 527  |
|               | 1968 | 1982 | 1990 | 2006 | 2013 | 2015 | 2017 | 2019 | 2020 | 2022 |